# Найкращий фільм (премія Гоя)
Детальніші відомості з цієї теми ви можете знайти в статті Премія Гоя.

## Лауреати
- 1987 — Подорож у нікуди / El viaje a ninguna parte
- 1988 — Живий ліс / El bosque animado
- 1989 — Жінки на межі нервового зриву / Mujeres al borde de un ataque de nervios
- 1990 — Мрія божевільної мавпи / El sueño del mono loco
- 1991 — Ай, Кармела! / ¡Ay, Carmela!
- 1992 — Коханці / Amantes
- 1993 — Прекрасна епоха / Belle époque
- 1994 — Усіх у тюрму / Todos a la cárcel
- 1995 — Лічені дні / Días contados
- 1996 — Ніхто не згадає нас після смерті / Nadie hablará de nosotras cuando hayamos muerto
- 1997 — Дисертація / Tesis
- 1998 — Щаслива зірка / La buena estrella
- 1999 — Дівчина моєї мрії / La niña de tus ojos
- 2000 — Все про мою матір / Todo sobre mi madre
- 2001 — Куля / El Bola
- 2002 — Інші / Los otros
- 2003 — У понеділок під сонцем / Los lunes al sol
- 2004 — Віддам тобі свої очі / Te doy mis ojos
- 2005 — Море всередині / Mar adentro
- 2006 — Таємне життя слів / La vida secreta de las palabras
- 2007 — Повернення / Volver
- 2008 — Самотність / La soledad
- 2009 — Каміно / Camino
- 2010 — Камера 211 / Celda 211
- 2011 — Чорний хліб / Pa negre
- 2012 — Не буде миру нечестивим / No habrá paz para los malvados
- 2013 — Білосніжка / Blancanieves
- 2014 — Легко жити з заплющеними очима / Vivir es fácil con los ojos cerrados
- 2015 — Мініатюрний острів / La isla mínima
- 2016 — Трумен‎‎ / Truman
- 2017 — Терплячий / Tarde para la ira